# Гуменец
Гумене́ц (укр. Гуменець) — село в Щирецкой поселковой общине Львовского района Львовской области Украины.
Гуменец вместе с селом Ланы подчинены Гуменецкому старостинскому округу, численность населения которого составляет 1267 человек.
Село Гуменец расположено в 5 км юго-западнее железнодорожной станции Щирец.
В селе есть церковь, магазин и народный дом.

## История
Первое упоминание о селе Гуменец (Humuenice) относится к 1455 году.
Село Гуменец в 1515 и 1648 гг. было разрушено татарами.
В 40-х годах XIX века крестьяне Гуменца принимали активное участие в антифеодальном движении.
В селе была расположена центральная усадьба колхоза им. Жданова, которая занимала 2 тыс. га земельной площади. Производственное направление — земледелие, животноводство.

## Достопримечательности

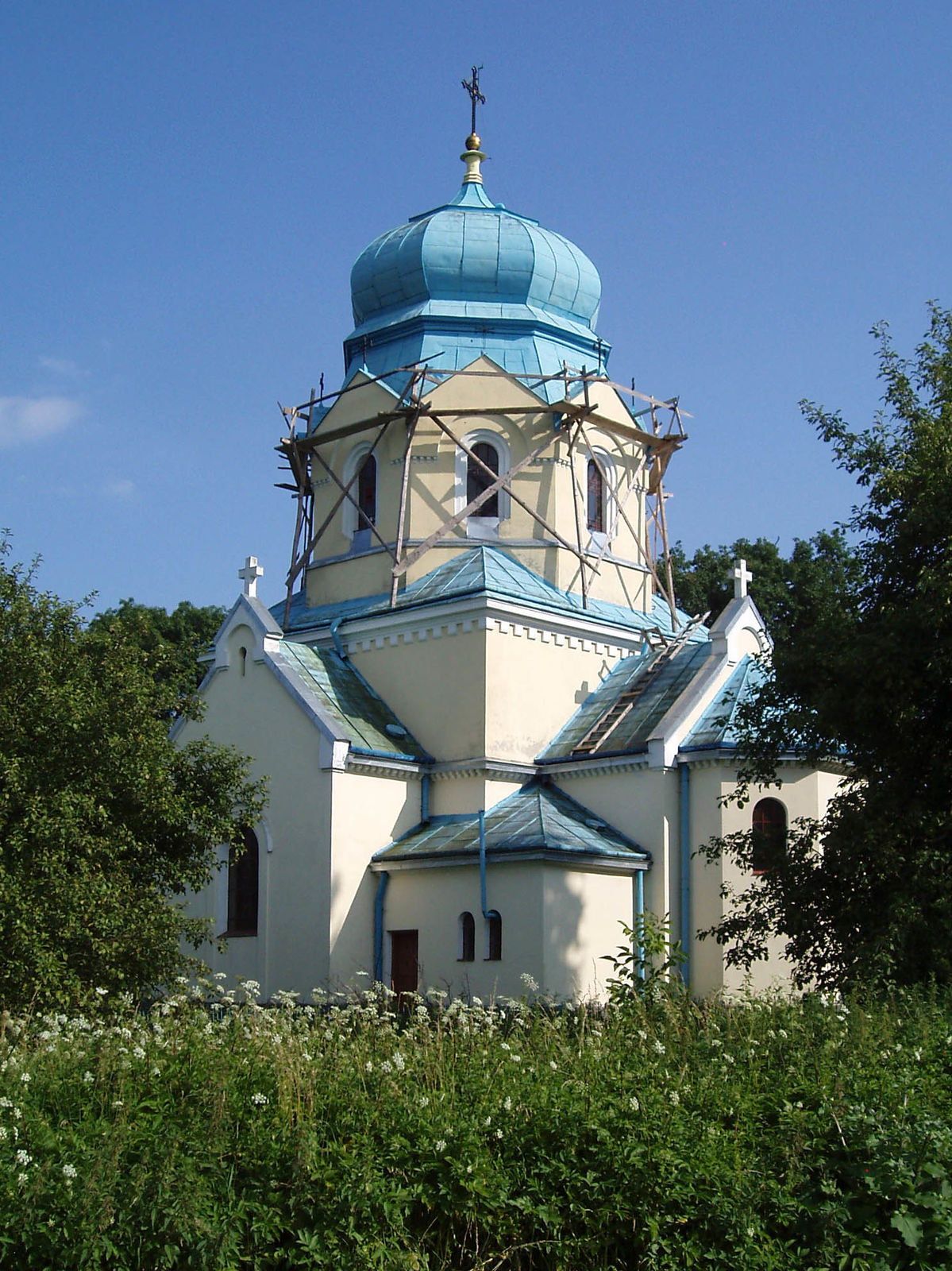
Церковь Успения Пресвятой Богородицы, село Гуменец

Церковь Успения Пресвятой Богородицы построена в 1913 году. Церковь каменная.
Церковь расположена в центре села, у ручья. Её хорошо видно с дороги Щирец — Большая Горожанка.

Церковь Успения Пресвятой Богородицы внесена в реестр памятников зодчества по охранному номеру 1942-М. Принадлежит к Пустомытовскому деканату, Львовской епархии УАПЦ.

Церковь Успения Пресвятой Богородицы с. Гуменец
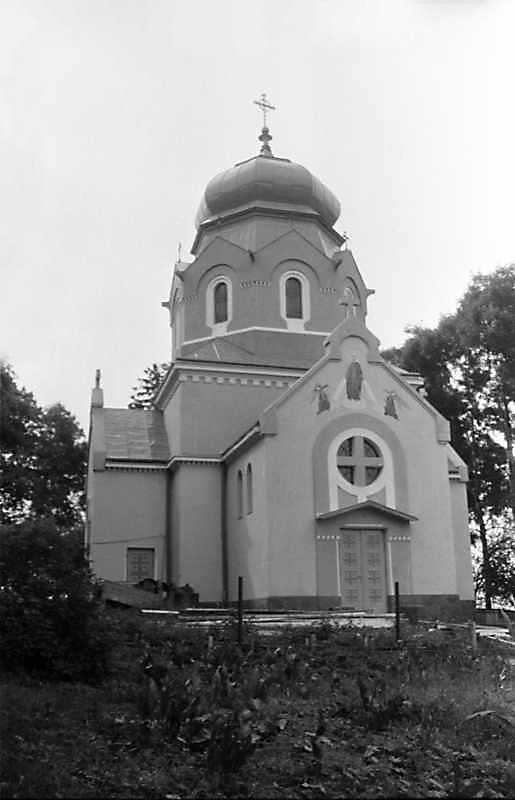
Церковь Успения Пресвятой Богородицы 1885 г. с. Гуменец
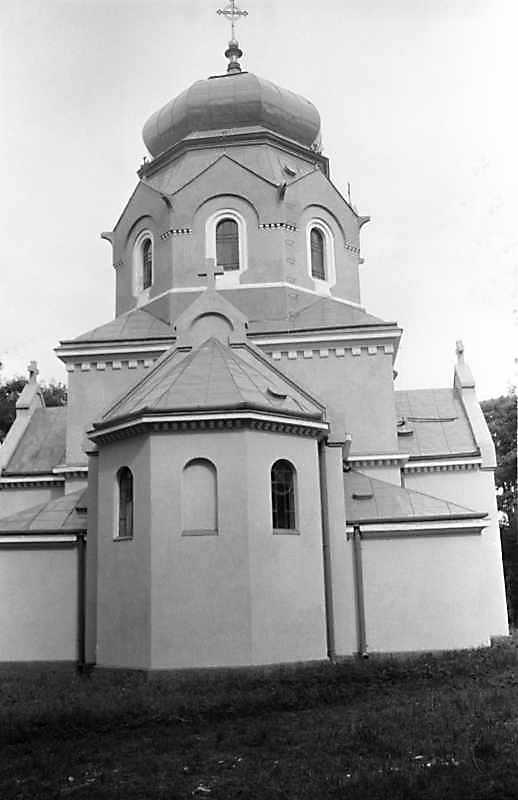
Церковь Успения Пресвятой Богородицы 1989 г. с. Гуменец – общий вид
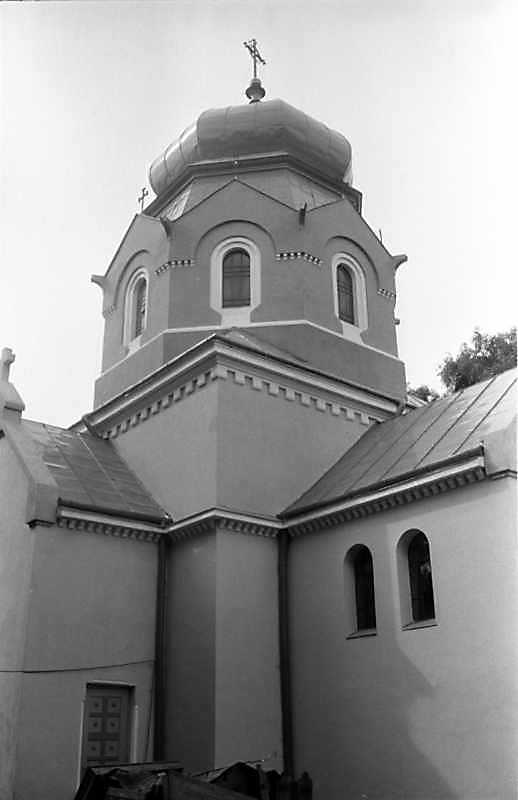
Церковь Успения Пресвятой Богородицы 1989 г. с. Гуменец – вид сверху
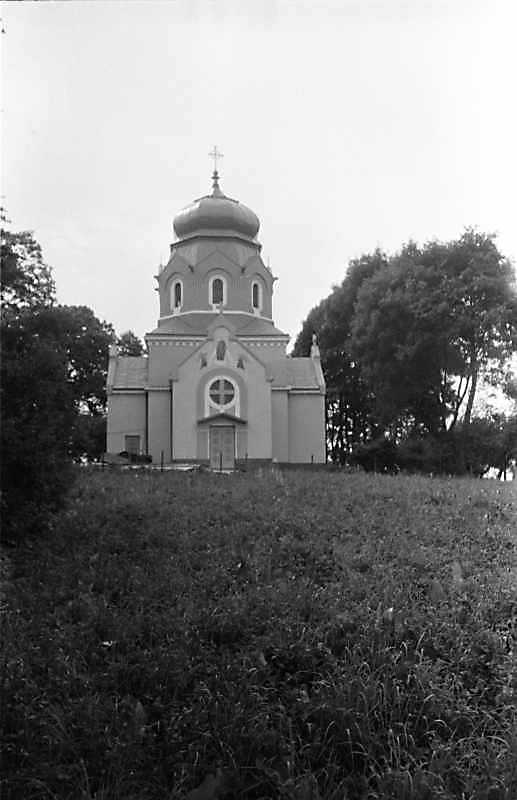
Церковь Успения Пресвятой Богородицы 1989 г. с. Гуменец – общий вид
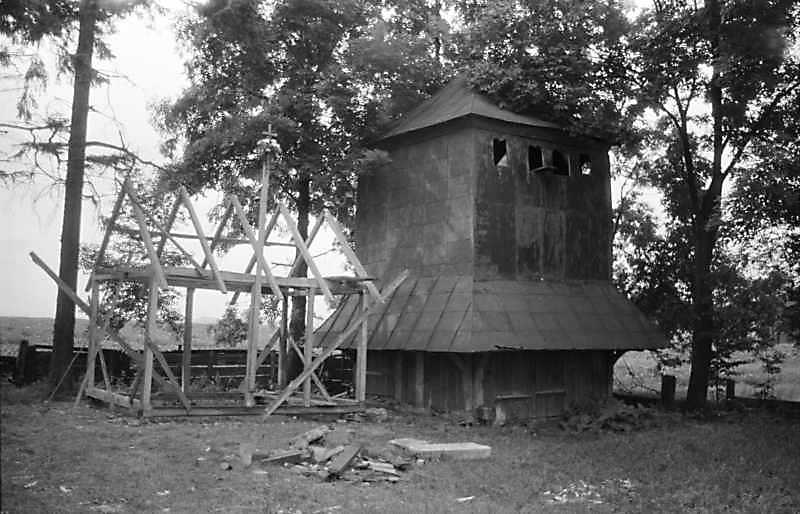
Церковь Успения Пресвятой Богородицы 1989 г. с. Гуменец - Колокольня (деревянная)

## Население
По данным Всеукраинской переписи населения 2001 года в селе проживало 337 человек.
По состоянию на 01.01.2019 г. в селе Гуменец проживало 258 человек.

## Известные жители
- Яков Загайский — украинский церковный деятель, священник-василианин, педагог, директор Бучачской василианской гимназии (1857—1868 и 1869—1870), протоигумен провинции Святейшего Спасителя в 1874—1878 годах.
- Стасов Дмитрий Иванович — украинский врач, член Украинского врачебного общества во Львове, автор книги «Ночь среди Полудня».